# U rybníčků
U rybníčků je přírodní rezervace dva kilometry jihovýchodně od Lestkova v okrese Tachov. Důvodem ochrany území jsou ostřicové louky s významnou květenou a výskytem chráněných druhů hmyzu a ptáků.

## Historie
Louky na lokalitě vznikly v důsledku historického hospodaření. Ve druhé polovině dvacátého století na nich byly v rámci melioračních zásahů vyhloubeny hluboké odvodňovací rýhy, které odváděly velké množství vody. Odvodňovací systém však nebyl dlouhou dobu udržován, a jeho účinnost se postupně snižuje, takže opět dochází k zamokření ploch v rezervaci.
Chráněné území vyhlásil tachovský okresní národní výbor dne 15. října 1990 v kategorii chráněný přírodní výtvor. K prvnímu přehlášení území v kategorii přírodní rezervace došlo s účinností 10. února 1996 rozhodnutím stejného úřadu. Potřetí byla rezervace vyhlášena vyhláškou ministerstva životního prostředí č. 96/2007 Sb. s účinností ode dne 1. května 2007. Přírodní rezervace je v Ústředním seznamu ochrany přírody evidována pod číslem 1276.

## Přírodní poměry
Chráněné území měří 8,0718 hektaru a nachází se v nadmořské výšce 590–599 metrů v katastrálním území Lestkov.

### Abiotické podmínky
Geologické podloží je tvořené předvariskými biotitickými granodiority lestkovského masivu. V geomorfologickém členění Česka lokalita leží v celku Tepelská vrchovina, podcelku Bezdružická vrchovina a okrsku Krasíkovská vrchovina se stupňovitým zarovnaným povrchem, který je rozčleněn hlubokými údolími přítoků Úterského potoka. Z půdních typů se v jihovýchodní části rezervace vyvinuly glej typický a pseudoglej typický, které směrem k severu přechází do kyselých kambizemí typické a dystrické.
Rezervací neprotéká žádný vodní tok, ale území se nachází v pramenné oblasti Zádubského potoka, který je pravostranným přítokem Hadovky, jejímž prostřednictvím se vlévá do Úterského potoka. Patří tedy k povodí Berounky. V rámci Quittovy klasifikace podnebí se chráněné území nachází v mírně teplé oblasti MT3, pro kterou jsou typické průměrné teploty −3 až −4 °C v lednu a 16–17 °C v červenci. Roční úhrn srážek dosahuje 600–750 milimetrů. Ve fytogeografickém členění rezervace patří do okresu Tepelské vrchy a podokresu Svojšínská pahorkatina.

### Flóra a fauna
Původní vlhké až rašelinné louky se v důsledku odvodnění změnily v méně pestré biotopy ostřicových a vrbinových lad, která jsou zejména v místech výskytu zvláště chráněných druhů rostlin zarůstány dřevinami a třtinou křovištní (Calamagrostis epigejos). Doporučená ochranářská opatření mají vést k omezení těchto negativních vlivů a spočívají ve vyřezávání dřevin, pravidelném kosení a odklízení pokosené hmoty, narušování vegetačního krytu a pastvě ovcí na části území.
Z druhů rostlin chráněných podle vyhlášky č. 395/1992 Sb. v rezervaci roztroušeně roste ohrožená prha chlumní (Arnica montana). Na nevápnitých mechových slatiništích byla nalezena ostřice blešní (Carex pulicaris) a tolije bahenní (Parnassia palustris). Na vlhkých a slatinných místech rostou drobné skupiny prstnatce májového pravého (Dactylorhiza majalis subsp. Majalis) a silně ohrožené rosnatky okrouhlolisté (Drosera rotundifolia). Na celoročně zamokřených plochách roste vachta trojlistá (Menyanthes trifoliata), která zde vytváří porosty s plochou v řádu desítek metrů čtverečních. Na sušších místech vlhkých luk byl zaznamenán vemeník dvoulistý (Platanthera bifolia).
Chráněné druhy hmyzu zastupuje brouk prskavec menší (Brachinus explodens) a motýli batolec duhový (Apatura iris) a otakárek fenyklový (Papilio machaon). Ze zajímavých druhů ptáků v chráněném území koncem dvacátého století hnízdily silně ohrožená bekasina otavní (Gallinago gallinago), skřivan lesní (Lullula arborea) a moták pilich (Circus cyaneus). Hnízdil zde také ohrožený lejsek šedý (Muscicapa striata) a pozorován byl bramborníček hnědý (Saxicola rubetra).

## Přístup
Území leží mimo turisticky značené trasy. Nejblíže vede modře značená trasa z Domaslavi do Kořene a západně od rezervace je po zpevněné cestě značena cyklotrasa č. 2212 Z Lestkova do Olbramova.